# Museu dels Sants d’Olot

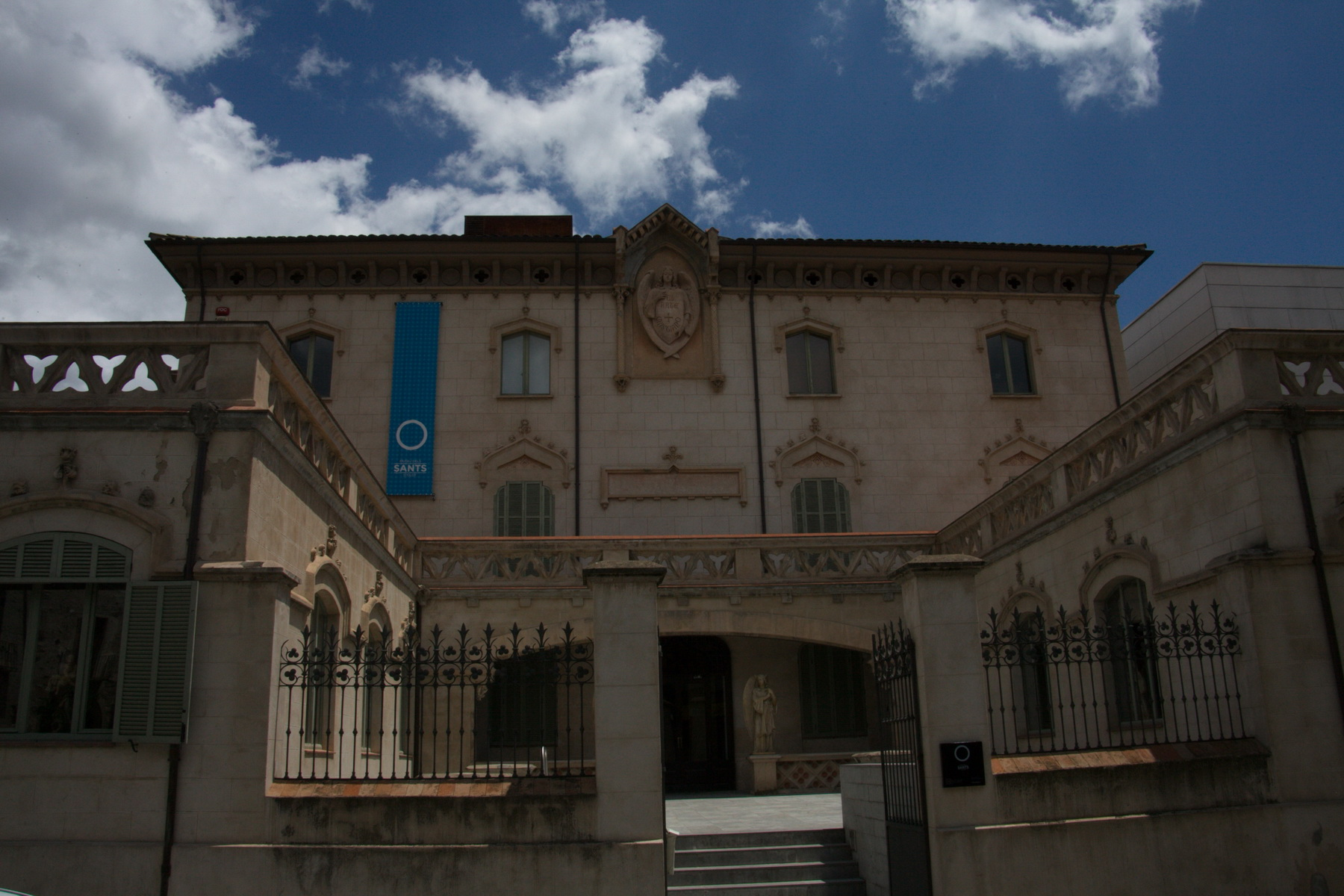
Museu dels Sants d’Olot

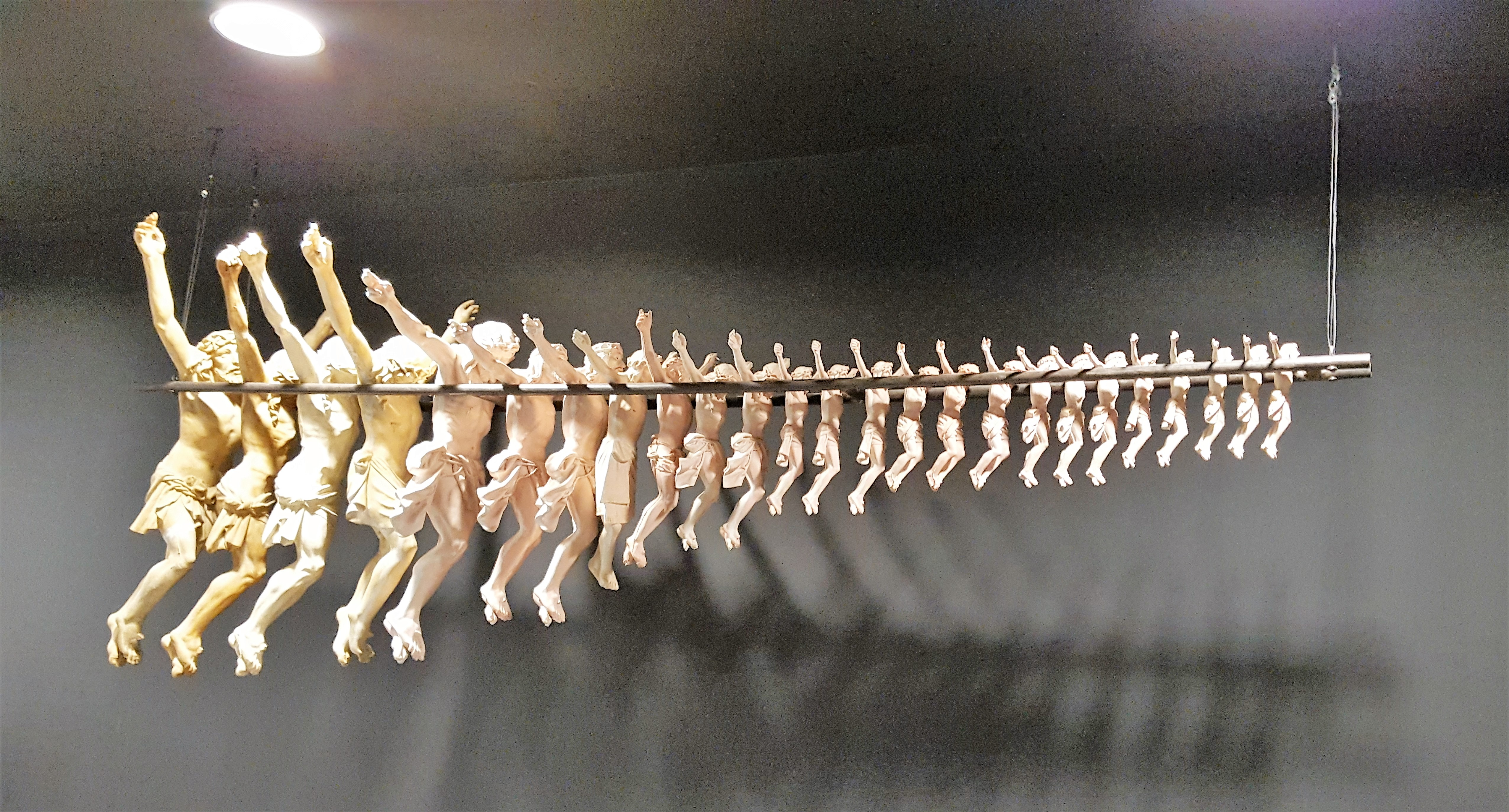
„Christus von der Stange“, Christus-Korpora im Museu dels Sants d'Olot

Das Museu dels Sants d’Olot (Museum der Heiligen von Ol) ist ein Museum, dessen Hauptziel darin besteht, die industrielle Fertigung von Heiligenfiguren über einen Zeitraum von deutlich mehr als 100 Jahren in Olot darzustellen und zu dokumentieren.
Veranschaulicht wird diese Fertigung anhand konkreter religiöser Kunstobjekte, anhand von Videoproduktionen und anhand der konkret künstlerisch-handwerklichen Arbeit. Das Museum ist gleichzeitig eine Kunstwerkstatt im laufenden Betrieb. Es wurde im Jahr 2007 in der ehemaligen Zentrale der von Marià Vayreda, Josep Berga i Boix sowie von Valentí Carrera im Jahr 1880 gegründeten Firma „L’Art Cristià“ (Spanisch auch „El Arte Christiano“, Deutsch „Die Kunst des Christentums“) in Olot eingerichtet. Das auch als L’Art Cristià oder El Arte Cristiano bekannte Firmen- und aktuelle Museumsgebäude wurde ab 1890 von dem modernistischen Architekten Joaquim Codina Matalí im Auftrag Joaquim Vayredas in neogotischem Stil errichtet. Früher bewohnte die Familie Vayreda einen Seitenflügel des Gebäudes. Heute nimmt das Museum den Großteil des Hauses ein. Einige Räume im Untergeschoss werden noch durch die Firma „L’Art Cristià“ genutzt. Diese Firma beschäftigt aktuell etwa 10 bis 15 Mitarbeiter, die Heiligenfiguren in Auftragsarbeit herstellen. Diese Mitarbeiter gewähren zuweilen im Untergeschoss des Museums Einblick in ihre Arbeit. Kunstgeschäftlich wie kunsthistorisch interessant sind die im Modellraum aufgestellte, zweitausend Jahre christliche Kunstgeschichte repräsentierende und mit Katalognummern versehene „Armee der Heiligen“ und die nach dem Motto „Christus von der Stange“ angeordneten, von kleinen nach großen Figuren changierenden Christus-Corpora im Videoraum des Erdgeschosses.

## Ikonographie
Im Eingangsbereich des Museums im Erdgeschoss gibt das Museum eine Einführung in christliche Ikonographie. In einer Reihe von Bildern werden Dogmen, Ideen, der Glaube und Fakten des Christentums verstehbar dargestellt. Beispiele aus der Hagiographie, der Wissenschaft von den Heiligen, wie das Leben der Heiligen, ihre Tugenden und ihre Wunder werden dargeboten anhand von Volkstraditionen und Legenden; sie werden so in einen Zusammenhang zum heutigen Alltagsleben gestellt.

## Fertigung

### Modellierung und Formung
Im Erdgeschoss wird die Fertigung von Heiligenfiguren dargestellt. Die Heiligenfiguren werden von Bildhauern oder Skulpteuren nach Vorlagen gefertigt. Sie werden in Karton- oder anderen Formen mit einer mit Färbemitteln versehenen Mischung aus Mörtel oder Gelatine gegossen. Für jedes Modell, d. h. für den Kernkorpus und für abstehende Elemente des Modells wie ausgestreckte Hände, ausstehende Füße oder charakteristische Insignien wurden Formen geschaffen. Es gibt zwei Arten von Formen: Ganz-Modell-Formen und Halb-Modell-Formen. Die Ganz-Modell-Formen werden insgesamt mit Lehm gefüllt, während in Halb-Modell-Formen geformten Figuren später aus zwei gefertigten Figurhälften zusammengesetzt werden. Der Formungsprozess beginnt mit dem Einfetten der Form, so dass die Füllung alle Hohlräume der Form erreicht. Abschließend werden alle Elemente mit Holz und Drahtgeflechten verstärkt. Die Augen der Figuren werden aus solidem oder geblasenem Glas hergestellt und eingesetzt. Die Kunsthandwerker, die diese Glasaugen in die Figuren einpassen werden Okulisten genannt. Daraufhin werden die separat gegossenen abstehenden Teilen am Kernkorpus angebracht, alle Ränder poliert und geschliffen und alle sichtbaren Übergänge kaschiert. Für diesen abschließenden Prozess werden eine Vielzahl von Werkzeugen benötigt: Meißel, Spatel, Dorne, Pinsel und Schmirgelpapier unterschiedlicher Körnung.

### Bemalung und Dekoration
In der Malerei-Werkstatt erhalten die Figuren zunächst eine Farbgrundierung. Darauf werden Details des Gesichtes oder anderer Partien aufgezeichnet. In einem nächsten Arbeitsgang kommen die Figuren zu Kunstmalern in die Malereiabteilung, die mit Ölfarben Kleidung, Accessoires und Insignien ausmalen. Weitere Fachleute wie Graveure und Vergolder sind für die Verschönerung der Figur verantwortlich. Zum Schluss werden in unterschiedlichen Graden ausgearbeitete Kronen oder Heiligenscheine an die Figuren angebracht, die von einfach kreisförmiger Form bis zu diffizil ausgearbeiteten Königskronen reichen können. Diese Kronen repräsentieren die Heiligkeit der jeweils dargestellten Person. Ein einfach kreisförmiger Heiligenschein wird für alle Heiligen verwendet. Der kreuzförmige oder mit einem Kreuz versehene Heiligenschein bleibt exklusiv Christus vorbehalten. Der Heiligenschein der Gottesmutter und Himmelskönigin Maria ist meist mit zwölf Sternen geschmückt.

## Spezielle religiöse Kunstformen

### Kitsch
Ein Teil der religiösen Volkskunst fällt in die Kategorie Kitsch, die entgegen der um Wahrheit und Schönheit ringenden Kunst einen einfachen Weg beschreitet, sentimentale und triviale Gefühle bei einer Vielzahl von Menschen hervorzurufen. Solche Kitsch-Produktionen arbeiten mit verschwenderischer Dekoration, phantasievollen Farbgebungen, der Verwendung von glitzernden Materialien, der Simulation hochwertiger Materialien wie Marmor und Holz oder der Verwendung von Motiven und Figuren außerhalb ihres eigentlich religiösen Kontextes.

### Krippenkunst
Ein spezielles Gebiet der religiösen Volkskunst ist die Herstellung von Krippenszenen. Der für die Firma „L’Art Cristià“ arbeitende Maler und Dekorateur Joaquim Renart (1879–1961) war einer dieser Krippenspezialisten, der selbst eine umfangreiche Sammlung von renommierten Krippenkünstlern zusammengestellt hat, die teilweise im nur wenige hundert Meter entfernten Garrotxa-Museum ausgestellt werden. Hier können beispielsweise Krippen des katalanischen Bildhauers Ramon Amadeu (1745–1821) besichtigt werden, der während des Unabhängigkeitskrieges gegen Napoleon von 1807 bis 1812 Zuflucht in Olot gesucht hatte. Amadeus Krippenfiguren sind – volksnah im Stil – das Ergebnis genauer Beobachtungen der bäuerlichen Welt während seines Aufenthaltes in Olot.

## Modellkatalog der Heiligen
Kunstgeschichtlich interessant ist der Modellraum der Heiligen des Museums und der Werkstätten im Erdgeschoss. Hier sind hunderte von Künstlern geschaffene und mit Katalognummern versehene Heiligen-Gips-Modelle ausgestellt, die der späteren Figur sehr nahe kommen. Diese Originalmodelle bestehen aus dem eigentlichen Kernkorpus und verschiedenen abstehenden, eigenständig modellierten Fragmenten wie Hände, Arme oder Insignien wie beispielsweise die Mondsichel der Mondsichelmadonna. Diese Fragmente sind jeweils dem Kernkorpus mit einem Netz beigefügt.